# Lorüns
Lorüns est une commune autrichienne du district de Bludenz dans le Vorarlberg.